# مارمولک ریش‌ریش‌انگشت
مارمولک ریش‌ریش‌انگشت (نام علمی: Uma) نام یک سرده از تیره شاخی‌مارمولکان است.